# Лупп
Лупп (англ. Leupp) — переписна місцевість (CDP) в США, в окрузі Коконіно штату Аризона. Населення — 934 особи (2020).

## Географія
Лупп розташований за координатами 35°17′48″ пн. ш. 111°0′11″ зх. д. / 35.29667° пн. ш. 111.00306° зх. д. (35.296609, -111.003011). За даними Бюро перепису населення США в 2010 році переписна місцевість мала площу 35,12 км², з яких 35,10 км² — суходіл та 0,02 км² — водойми.

## Демографія
Згідно з переписом 2010 року, у переписній місцевості мешкала 951 особа в 232 домогосподарствах у складі 203 родин. Густота населення становила 27 осіб/км². Було 255 помешкань (7/км²).
Расовий склад населення:
| - 96,4 % — корінних американців - 0,9 % — білих - 0,1 % — чорних або афроамериканців |

До двох чи більше рас належало 2,5 %. Частка іспаномовних становила 2,1 % від усіх жителів.
За віковим діапазоном населення розподілялося таким чином: 33,8 % — особи молодші 18 років, 56,9 % — особи у віці 18—64 років, 9,3 % — особи у віці 65 років та старші. Медіана віку мешканця становила 29,6 року. На 100 осіб жіночої статі у переписній місцевості припадало 97,7 чоловіків; на 100 жінок у віці від 18 років та старших — 93,8 чоловіків також старших 18 років.
Середній дохід на одне домашнє господарство становив 43 954 долари США (медіана — 30 833), а середній дохід на одну сім'ю — 48 705 доларів (медіана — 39 167). За межею бідності перебувало 25,5 % осіб, у тому числі 35,6 % дітей у віці до 18 років та 16,4 % осіб у віці 65 років та старших.
Цивільне працевлаштоване населення становило 326 осіб. Основні галузі зайнятості: освіта, охорона здоров'я та соціальна допомога — 30,1 %, будівництво — 16,3 %, виробництво — 12,9 %, мистецтво, розваги та відпочинок — 10,7 %.